# Atlas (massif)
Pour les articles homonymes, voir Atlas.
L'Atlas (en arabe : جبال الأطلس, jibāl al-aṭlas, en berbère : Aṭlas, relevé sous la forme Dern/Deren par Ibn Khaldoun et sous la forme Dyris/Addiris/Duris par Pline l'Ancien et Strabon) est un massif montagneux et une cordillère d'Afrique du Nord, culminant à 4 167 mètres au djebel Toubkal, au Maroc. Il s'étend sur trois pays : l'Algérie, le Maroc et la Tunisie.

## Toponymie
Atlas est le nom d'une divinité issue de la mythologie grecque. Selon le mythe grec, le Titan (géant) Atlas est condamné par Zeus à supporter sur ses épaules la voûte céleste : tlaô signifie en effet « porter », « supporter » en grec ancien. Les montagnes portent ainsi son nom, car c'est en ces lieux qu'il était supposé avoir réalisé son exploit, près du jardin des Hespérides, à l'extrémité occidentale du monde connu. Ce sont ces montagnes qui ont valu son nom à l'océan Atlantique, parce qu'il est situé au-delà de la chaîne de l'Atlas.
D'après Strabon, le nom indigène de l'Atlas serait Duris, Pline l'Ancien quant à lui rapporte Dyris ou Addiris,. Ces noms sont peut-être à rapprocher du mot « montagne » en berbère qui est adrar, dont le pluriel pourrait prendre une forme spéciale derren bien que celui généralement attesté soit idraren. C'est la forme Deren (درن) qui est utilisée par Ibn Khaldoun dans son célèbre ouvrage Al-Muqaddimah lorsqu'il décrit la chaîne de montagnes de l'Atlas (à quoi il rattache comme extrémité orientale l'Aurès). 
Les montagnes généralement désignées comme Atlas par les auteurs de l'époque romaine tels Pline l'Ancien seraient celles du Haut Atlas occidental, du fait de textes plus anciens rédigés par Polybe, chargé par Scipion Émilien d'une reconnaissance le long des côtes de l'océan Atlantique au moment de la troisième guerre punique. 
Dans le Haut-Atlas, c'est le nom de « Deren » utilisé par Ibn Khaldoun qui subsiste auprès des populations berbères locales, il y est relevé par plusieurs explorateurs européens au XIXe siècle sous des formes voisines (Deren, Dern, Drenn...). D'après Foucauld, Deren serait un nom propre n'ayant pas de sens particulier. Selon J. Gatell, Adrar En-Dern (en alphabet berbère latin : Adrar n Dern) signifierait la « montagne qui parle » en référence aux clameurs mystérieuses qu'on y entendrait tous les ans durant le temps de la moisson. M. Quedenfeldt quant à lui traduit Adrar-n-Drenn par « montagne du tonnerre » ou « du fracas » en référence à un mystérieux bruit qui s'y produirait une fois par an. Ce serait, selon une tradition locale, le rugissement d'un lion gigantesque. Le linguiste Émile Laoust, qui a étudié les Chleuhs du Maroc, avance concernant ces derniers : « Les Berbères [de la région] entendent par Adrär n Deren la partie du Haut Atlas comprise entre le Tizi n Maʿsu et le Tizi n Telwät, appelé par les anciens cartographes la « Porte du Deren ». Dans le Deren se dressent les sommets les plus élevés, non seulement du massif, mais de toute l’Afrique du Nord ». Il est clair qu'il s'agit du même Deren évoqué par Ibn Khaldoun au XIVe siècle bien que l'aire désignée soit plus petite. Notons toutefois qu'Ibn Khaldoun utilise le mot Deren (درن) et non Adrar n Deren qui lui se traduit par « montagne de Deren ». 
En prenant en considération que la terminaison -ίς est un suffixe nominal féminin en grec ancien, les formes Duris, Dyris ou Addiris rapportées par les auteurs greco-latins ont certainement pour origine un mot de la racine berbère DR comme Deren, le suffixe -n pouvant marquer le pluriel (d'où le sens possible de « montagnes »). Son évocation par Strabon dans sa Geographica fait ainsi remonter l'ancrage de ce nom dans la toponymie locale jusqu'à l'Antiquité préchrétienne au moins.
Dans les dernières années, des instances officielles de l'aménagement de la langue berbère, comme l'Institut royal de la culture amazighe (IRCAM) au Maroc créé par le royaume et l'État marocain, ont choisi d'employer le mot Aṭlaṣ (en néo-tifinagh : ⴰⵟⵍⴰⵚ), pour désigner le massif de l'Atlas.
L'expression « les Atlas maghrébins » au pluriel est aussi parfois utilisée,, du fait que l'Atlas s'étend sur un vaste territoire englobant plusieurs pays et régions.

## Géographie

### Situation
L'Atlas s'étend sur 2 500 kilomètres de long selon un axe ouest-sud-ouest à est-nord-est, du Maroc à la Tunisie en passant par le Nord de l'Algérie. Il forme une barrière entre la mer Méditerranée et le Sahara.

### Topographie

#### Géomorphologie

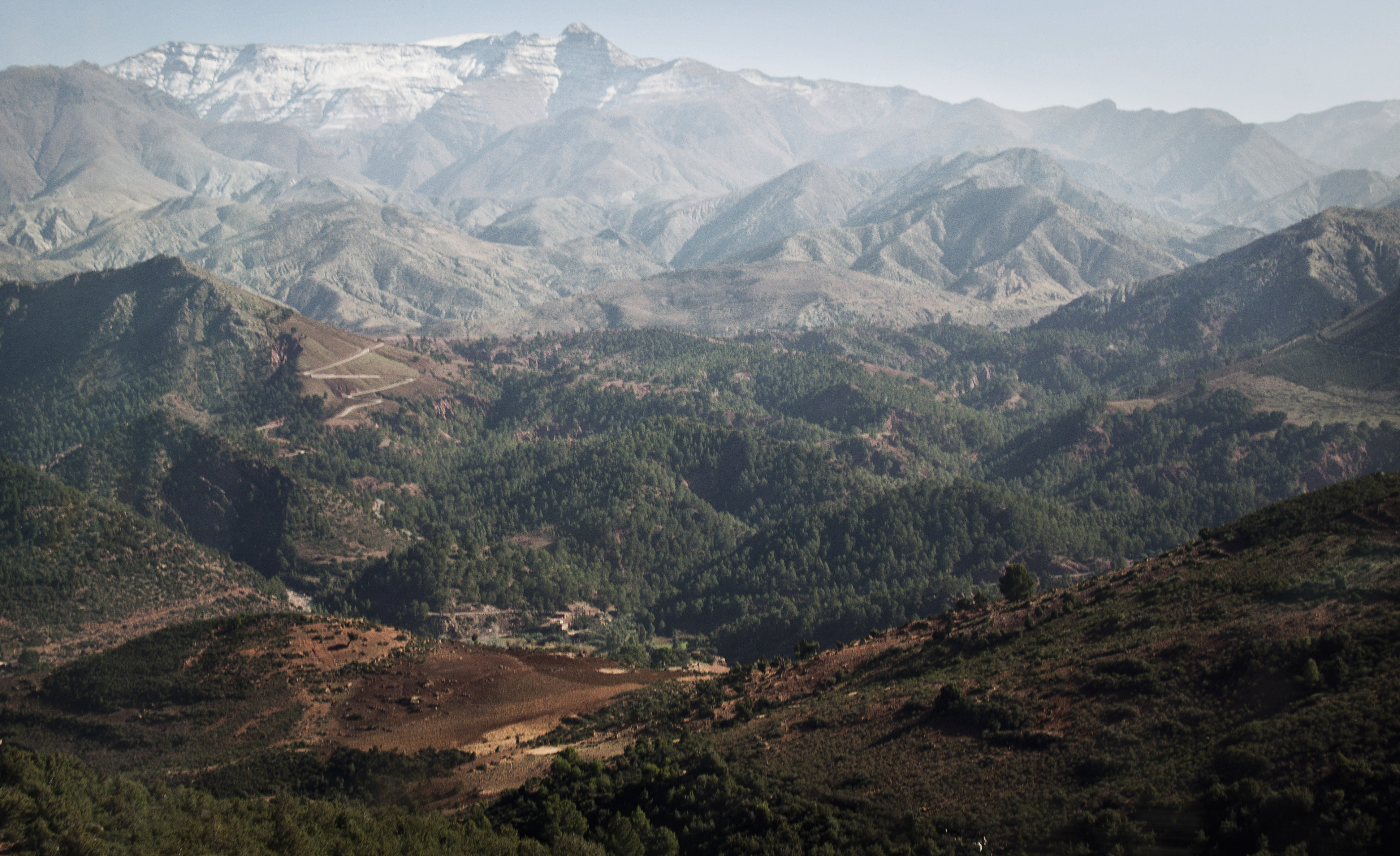
Vue du Haut Atlas.

Le point culminant du massif est le djebel Toubkal culminant à 4 167 m d'altitude dans le Haut Atlas marocain. Le relief s'abaisse progressivement en direction de l'est.
Le Moyen Atlas est le plus septentrional des massifs atlasiques du Maroc. Il est limité au nord par le fleuve Sebou, qui le sépare du Rif, et au sud par la Moulouya et l'Oum Errabiaa. Il est constitué de reliefs généralement arrondis séparés par des plateaux fertiles.
Plus au sud, le Haut Atlas est le plus haut et le plus accidenté des massifs de l'Atlas. Il s'étend de la côte atlantique à la frontière algéro-marocaine. À son extrémité sud-ouest, il plonge de façon relativement abrupte vers la plaine côtière alors que sa bordure septentrionale descend plus doucement vers Marrakech. La vallée de l'Ourika se trouve au nord du massif. Au sud, le massif est coupé au niveau de Ouarzazate par la vallée du Drâa qui forme des bassins d'eau douce.
L'Anti-Atlas est le plus méridional des massifs atlasiques. Il s'agit d'un vieux massif érodé et désertique en bordure du Sahara. Il se prolonge à l'est jusqu'au djebel Saghro qui forme une transition avec le Haut Atlas.
En Algérie, l'Atlas est formé de deux longues chaînes montagneuses, d'ouest en est, séparées par de hauts plateaux entre 900 et 1 200 mètres d'altitude et de vastes dépressions (sebkha) généralement occupées par des lacs salés (chott).
Au nord, le long de la Méditerranée, l'Atlas tellien s'étire sur 1 500 kilomètres, de la frontière marocaine où il prolonge le Moyen Atlas à la frontière tunisienne.
Au sud, dans le prolongement du Haut Atlas, l'Atlas saharien forme un rempart à plus de 2 000 mètres d'altitude face au désert. Bien qu'arides, les montagnes sont plus fertiles que les hauts plateaux salés au nord et le Sahara au sud. Cette chaîne montagneuse est prolongée à l'est par l'Aurès, qui culmine à 2 328 mètres d'altitude au djebel Chélia, puis jusqu'en Tunisie par la dorsale tunisienne.

#### Subdivisions

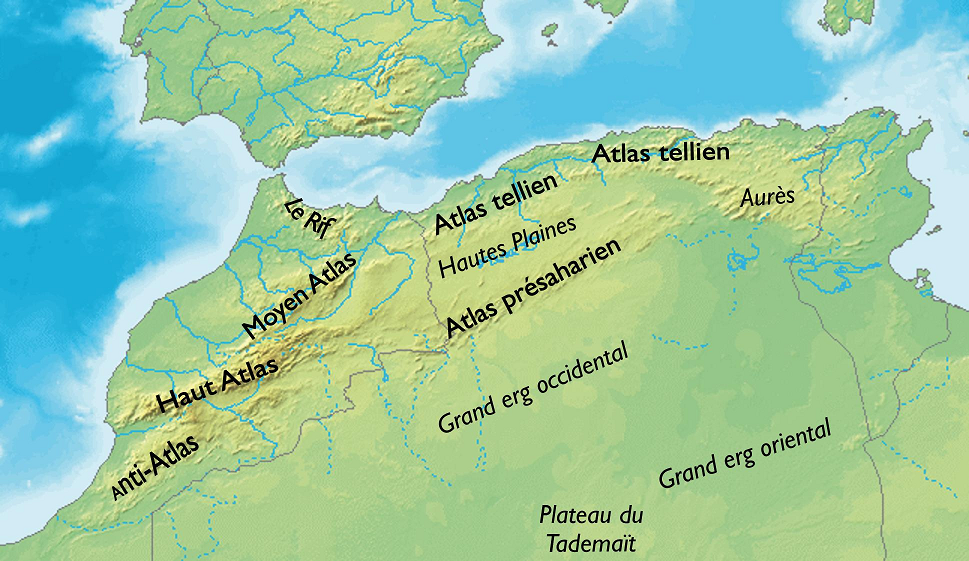
Carte de l'Atlas.

Le massif de l'Atlas est généralement divisé en trois parties :
- l'Atlas marocain (Maroc), divisé lui-même en trois parties, du nord au sud :
  - le Moyen Atlas qui culmine à 3 356 mètres d'altitude au djebel Bou Naceur (Maroc),
  - le Haut Atlas qui culmine à 4 167 mètres d'altitude au djebel Toubkal (Maroc),
  - l'Anti-Atlas qui culmine à 3 305 mètres d'altitude au djebel Sirwa (Maroc) ;
- l'Atlas saharien (Maroc, Algérie et Tunisie), dont :
  - les monts Aurès qui culminent à 2 328 mètres d'altitude au djebel Chélia (Algérie),
  - le djebel Amour qui culmine à 2 008 mètres d'altitude au djebel Ksel (Algérie),
  - la dorsale tunisienne qui culmine à 1 544 mètres d'altitude au djebel Chambi (Tunisie) ;
- l'Atlas tellien (Maroc, Algérie et Tunisie), comprenant d'ouest en est :
  - les Béni-Snassen qui culminent à 1 535 mètres d'altitude au Ras Foughal (Maroc),
  - les Trara qui culminent à 1 136 mètres d'altitude au djebel Fellaoucene (Algérie),
  - les monts de Tlemcen qui culminent à 1 843 mètres d'altitude au djebel Tenouchfi (Algérie),
  - les monts du Tessala qui culminent à 1 061 mètres d'altitude au djebel Tessala (Algérie),
  - les monts des Beni-Chougrane qui culminent à 932 mètres d'altitude (Algérie),
  - le Dahra qui culmine à 1 550 mètres d'altitude au mont Zaccar (Algérie),
  - l'Ouarsenis qui culmine à 1 985 mètres d'altitude au Sidi Amar (Algérie),
  - l'Atlas blidéen qui culmine à 1 629 mètres d'altitude au Koudiat Sidi Abdelkader (Algérie),
  - le Djurdjura qui culmine à 2 308 mètres d'altitude au Lalla-Khadîdja (Algérie),
  - les Bibans qui culminent à 1 845 mètres d'altitude au djebel Mansoura (Algérie),
  - les Babors qui culminent à 2 004 mètres d'altitude au mont Babor (Algérie),
  - l'Edough qui culmine à 1 008 mètres d'altitude au Bou Zizi (Algérie).

### Sommets principaux
- Djebel Toubkal, 4 167 mètres d'altitude dans le Haut Atlas
- Djebel Ouanoukrim, 4 089 mètres d'altitude dans le Haut Atlas
- Ighil M'Goun, 4 071 mètres d'altitude dans le Haut Atlas
- Afella, 4 043 mètres d'altitude dans le Haut Atlas
- Djebel n'Tarourt, 4 001 mètres d'altitude dans le Haut Atlas
- Ouaougoulzat, 3 763 mètres d'altitude dans le Haut Atlas
- Djebel Ayachi, 3 757 mètres d'altitude dans le Haut Atlas
- Djebel Bou Naceur, 3 356 mètres d'altitude dans le Moyen Atlas
- Djebel Sirwa, 3 304 mètres d'altitude dans l'Anti-Atlas
- Gourza, 3 280 mètres d'altitude dans le Haut Atlas
- Djebel Saghro, 2 712 mètres d'altitude dans l'Anti-Atlas
- Djebel Lekst, 2 357 mètres d'altitude dans l'Anti-Atlas
- Djebel Chélia, 2 328 mètres d'altitude dans les Aurès
- Lalla-Khadîdja, 2 308 mètres d'altitude dans le Djurdjura
- Adrar Mqorn, 2 258 mètres d'altitude dans l'Anti-Atlas
- Djebel Tanourdi, 2 250 mètres d'altitude dans le Moyen Atlas
- Tassemit, 2 247 mètres d'altitude dans le Haut Atlas
- Djebel Babor, 2 004 mètres d'altitude dans les Babors
- Mont Sidi Amar, 1 985 mètres d'altitude dans l'Ouarsenis
- Djebel Antar (wilaya de Béchar), 1 953 mètres d'altitude dans l'Atlas saharien
- Djebel Mansoura, 1 845 mètres d'altitude dans les Bibans
- Djebel Grouz, 1 835 mètres d'altitude dans l'Atlas saharien
- Djebel Antar (wilaya de Naâma), 1 722 mètres d'altitude dans l'Atlas saharien
- Thaletat, 1 638 mètres d'altitude dans le Djurdjura
- Koudiat Sidi Abdelkader, 1 629 mètres d'altitude dans l'Atlas blidéen
- Mont Zaccar, 1 550 mètres d'altitude dans le Dahra
- Djebel Chambi, 1 544 mètres d'altitude dans la dorsale tunisienne

### Géologie

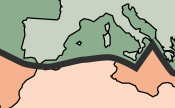
Schéma symbolisant la frontière entre la plaque eurasiatique (au nord) et la plaque africaine (au sud) au niveau de l'Atlas.

Géologiquement, il convient de distinguer le système atlasique (Atlas au sens strict comprenant le Haut Atlas, le Moyen Atlas, l'Atlas saharien, les Aurès et l'Atlas tunisien) de l'Anti-Atlas et de l'Atlas tellien. Le système atlasique est une chaîne intra-continentale d'âge tertiaire qui est héritée d'un système de rift développé à la fin du Trias et au début du Jurassique c'est-à-dire en même temps que le rifting qui a donné naissance à l'Atlantique central d'une part et à la Téthys d'autre part. Il inclut deux domaines peu déformés (plateaux) : les mesetas marocaine et oranaise. Le système atlasique est bordé au sud par une faille majeure dite « accident sud-atlasique » ; cette structure importante, que l'on peut suivre sur plus de 2 000 km d'Agadir à Tunis, assure le chevauchement de l'Atlas sur le domaine saharien situé au sud. Cet accident est toujours actif actuellement, comme en témoigne, par exemple, le séisme d'Agadir en 1960. Vers le nord, le système atlasique est limité par le front des chaînes du Rif (Maroc) et du Tell (Algérie et Tunisie).
Des travaux récents ont montré que le relief particulièrement élevé du Haut-Atlas résulterait d'un soulèvement thermique (remontée de l'asthénosphère) qui viendrait s'ajouter au soulèvement tectonique résultant du raccourcissement horizontal de la croûte terrestre. Le domaine à lithosphère amincie constituerait ainsi une bande d'orientation NE-SW, jalonnée de volcans récents, que l'on peut suivre des îles Canaries à la Méditerranée.
L'Anti-Atlas, situé au sud de l'accident sud-atlasique, appartient à la catégorie des chaînes varisques (ou hercyniennes). Il s'agit donc d'une chaîne ancienne très différente du système atlasique. Son relief actuel résulterait néanmoins essentiellement du soulèvement thermique évoqué précédemment.
L'Atlas tellien ou Tell, situé en bordure de la Méditerranée, appartient à la catégorie des chaînes alpines. Cette chaîne est issue de la fermeture de la Téthys (océan disparu).

### Climat
Malgré sa latitude très méridionale, l’Atlas est sujet à un climat montagnard. Plus humide en allant vers le nord, plus sec en allant vers le sud. En hiver, la neige tombe jusqu’à 900 m, voire 750 m côté ubac dans la région de Khénifra ce qui est remarquablement bas pour la position géographique du massif, au sud de la mer Méditerranée. Sous ces altitudes, il pleut beaucoup, mais habituellement pas de neige. À l’inverse, au-dessus de 3 700 m, toutes les précipitations se font sous forme de neige.

### Faune et flore
L'Atlas abrite de nombreuses espèces endémiques, souvent menacées.

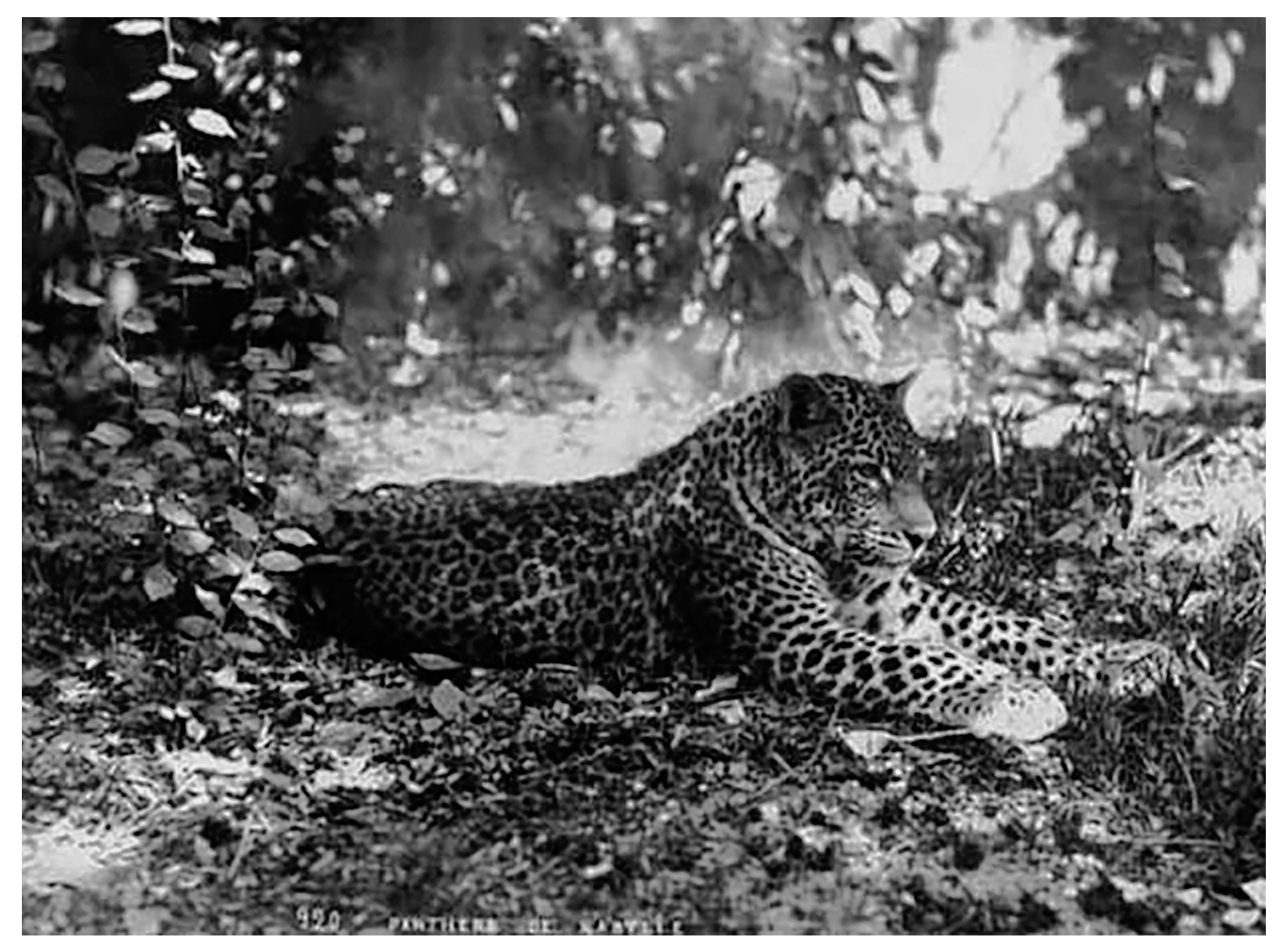
Léopard de Barbarie (Panthera pardus panthera), 1890, Kabylie (Algérie).

Parmi les animaux figurent le Macaque berbère (Macaca sylvanus), le Léopard de Barbarie (Panthera pardus panthera), le Cerf de Barbarie (Cervus elaphus barbarus), le Mouflon à manchettes (Ammotragus lervia), la Gazelle de Cuvier (Gazella cuvieri), l'Ibis chauve (Geronticus eremita), le Cincle plongeur (Cinclus cinclus) et la Vipère naine de l'Atlas (Vipera monticola). Certaines sont totalement éteintes mais demeurent emblématiques : l'Ours de l'Atlas (Ursus arctos crowtheri), seule espèce africaine d'ours disparue à la fin du XXe siècle, le Lion de l'Atlas (Panthera leo leo) disparu à l'état sauvage en 1943[réf. nécessaire] et l'Auroch d'Afrique du Nord (Bos primigenius africanus), disparu depuis l'Antiquité. Le léopard (Panthère de Barbarie) est aujourd'hui presque éteint en Afrique du Nord. Il reste une petite population dans les montagnes de l'Atlas et des observations récentes auraient également été signalées en 2007 dans la zone frontalière entre le Maroc et l'Algérie. Il en reste aussi quelques-uns au Maroc dans les forêts du versant nord du Haut-Atlas que la route traverse pour gagner Imilchil. Elles sont naturellement protégées.
Les espèces d'arbres caractéristiques sont le Cèdre de l'Atlas (Cedrus atlantica), le Pin noir de l'Atlas (Pinus nigra subsp. salzmannii var. mauretanica) ou encore le Chêne zéen (Quercus canariensis).

### Population
L'Atlas est peuplé essentiellement par des Berbères.

## Histoire

Massif de l'Atlas en 1930. Photographie de Walter Mittelholzer, ETH-Bibliothek.

### Antiquité
Les poètes et historiens antiques grecs Homère et Hérodote voient en l'Atlas la frontière occidentale du monde connu.
Au cours de l'expansion de l'islam, les géographes arabes considèrent l'extrémité nord-ouest de l'Atlas comme une île coincée entre la mer Méditerranée au nord et le désert aride au sud. Une fois leurs idées suffisamment ancrées, cette île se soulève contre le pays montagneux d'Andalousie. Cette partie du monde constitue alors pour eux leurs limites extérieures. D'autre part, ces géographes arabes ont étendu le concept d'Atlas plus à l'est, au-delà de ses limites naturelles.

## Activités

### Protection environnementale
Au Maroc :

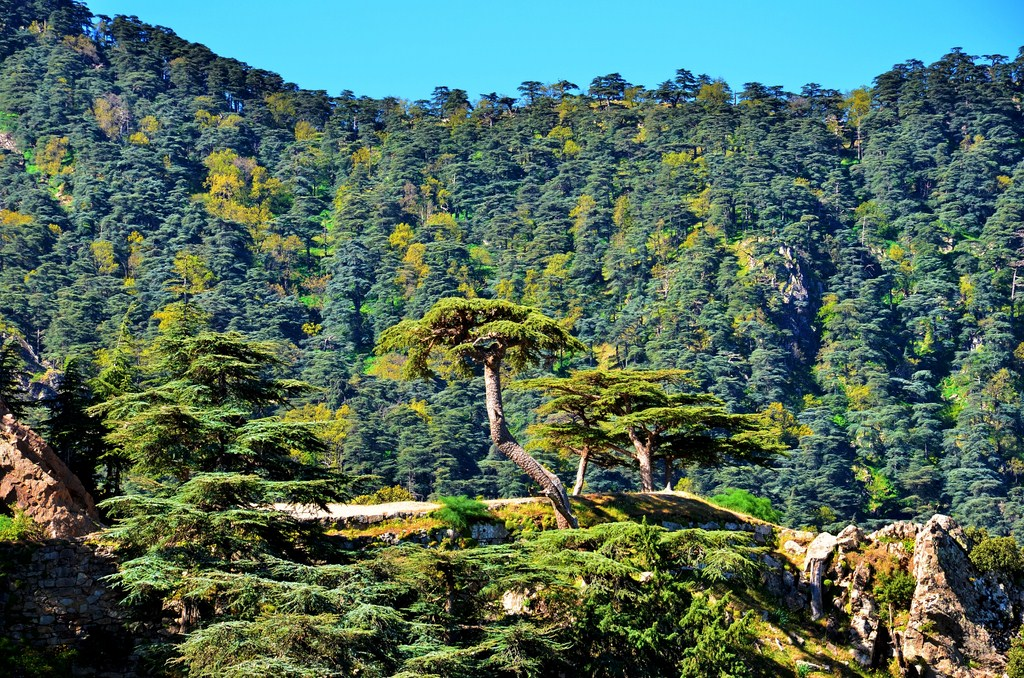
Forêt de cédres du parc national de Theniet El Had (Algérie).

- Parc national du Haut-Atlas oriental
- Parc national d'Ifrane
- Parc national d'Iriqui
- Parc national de Khénifra
- Parc national de Tazekka
- Parc national de Toubkal

Algérie :
- Parc national de Belezma
- Parc national de Chréa
- Parc national de Djebel Aissa
- Parc national du Djurdjura
- Parc national de Taza
- Parc national de Theniet El Had
- Parc national de Tlemcen

Tunisie :
- Parc national de Bouhedma
- Parc national de Boukornine
- Parc national de Chambi
- Parc national de Dghoumès
- Parc national d'El Feija
- Parc national de Jebel Orbata
- Parc national de Jebel Mghilla
- Parc national de Jebel Serj
- Parc national de Jebel Zaghdoud
- Parc national de Jebel Zaghouan

### Randonnée
Le djebel Toubkal attire de plus en plus de randonneurs occidentaux.

### Sports d'hiver

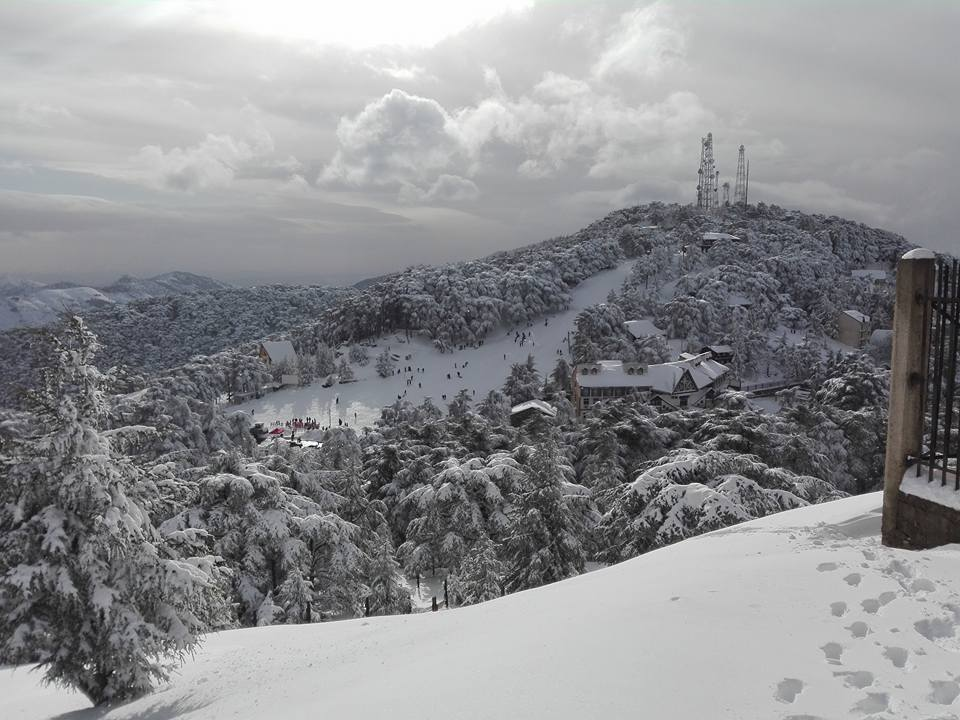
La station de ski de Chréa (Algérie).

Deux stations de sports d'hiver sont présentes au Maroc. L'Oukaïmeden se trouve dans le Haut Atlas, au nord du djebel Toubkal, à seulement 75 kilomètres de Marrakech. Son domaine s'étend sur 300 hectares jusqu'à 3 200 mètres d'altitude, ce qui en fait le plus haut d'Afrique. L'enneigement le rend skiable de mi-décembre à fin mars. Le Moyen Atlas abrite la station de sports d'hiver de Michlifen, gérée par la ville d'Ifrane, surnommée la « Suisse marocaine ». La station occupe un ancien cratère volcanique, entre 1 800 et 2 000 mètres d'altitude ; elle offre cinq pistes.
Des stations de sports d'hiver sont également présentes en Algérie. Celle de Tikjda se trouve sur le versant sud du massif de Djurdjura de l'Atlas tellien, dans la wilaya de Bouira à 120 km d’Alger, sur un site culminant à 1 475 mètres d'altitude. La station de Tala Guilef se situe sur le versant nord à 1 500 mètres d'altitude dans la wilaya de Tizi-Ouzou. Toutes deux sont situées dans le parc national du Djurdjura. La station de ski de Chréa se trouve à 50 km de la ville d’Alger, dans l'Atlas blidéen, au cœur du parc national de Chréa ; son domaine est densément boisé de cèdres de l'Atlas. Une nouvelle station est en projet au mont de Megress, dans la wilaya de Sétif. La station de Tikjda est née dans les années 1920 (le refuge et le pavillon des Cèdres ouverts en 1927), ce qui fait d'elle, avec Chréa, l'une des plus anciennes stations de montagne françaises nées ex nihilo avant l'indépendance de l'Algérie.